# Біблія: На початку...
Біблія: На початку… — драма 1966 року.

## Сюжет
Екранізація Великої Книги, біблійні історії про Адама і Єву, Каїна й Авеля та багато іншого, про відоме і не дуже відоме.